# Before the Flood (ścieżka dźwiękowa)
Before the Flood (Music From The Motion Picture) – ścieżka dźwiękowa skomponowana przez Trenta Reznora i Atticusa Rossa oraz Gustava Santaolallę i szkocki zespół Mogwai do filmu pod tym samym tytułem (polski tytuł: Czy czeka nas koniec?) w reżyserii Fishera Stevensa. Album ze ścieżką został wydany (jako digital download) 21 października 2016 roku, równocześnie z premierą kinową filmu.

## Film
W filmie Czy czeka nas koniec? główną rolę kreuje Leonardo DiCaprio, który jako Wysłannik Pokoju ONZ udaje się w podróż na pięć kontynentów i do Arktyki, by osobiście przekonać się o zmianach klimatycznych. Podróżuje z naukowcami, spotyka się z przywódcami politycznymi odkrywając przy okazji kampanię dezinformacyjną, mającą na celu zmylenie opinii publicznej co do narastającego kryzysu klimatycznego.
Film miał premierę 9 września 2016 roku na Międzynarodowym Festiwalu Filmowym w Toronto. 21 października film trafił do wybranych kin w Nowym Jorku i Los Angeles, a 30 października został wyemitowany przez stację telewizyjną National Geographic w 171 krajach i 45 językach.

## Muzyka filmowa
Skomponowanie muzyki do swojego filmu Fisher Stevens zaproponował Trentowi Reznorowi i Atticusowi Rossowi. Jak stwierdził w wywiadzie dla Billboardu, widział wcześniej film The Social Network, do którego muzykę obaj twórcy napisali i która go poruszyła:

…[ich muzyka] ma w sobie coś emocjonalnego i napędowego, a jej estetyka niepodobna do żadnej innej, którą słyszałem. To, że zgodzili się wziąć udział w tym filmie, było dla mnie marzeniem. Wykorzystałem wiele ich utworów w tymczasowych partyturach, jeszcze zanim zadzwoniłem z prośbą o zaangażowanie ich do filmu. Nie wiedziałem, że ich etyka pracy dorównuje ich genialnemu talentowi.

Ze swej strony również Reznor i Ross podzielili się z Billboardem refleksjami o tym, dlaczego tak bardzo chcieli pracować nad filmem. Ross określił siebie jako „fana jego [Stevensa] pracy dokumentalnej”. Pomyśleli następnie, żeby wciągnąć do współpracy innych artystów, których znali i cenili, więc skontaktowali się z Gustavo Santaolallą i Mogwai, po czym zaczęli wspólnie pisać muzykę. 

## Ścieżka dźwiękowa
Zwiastunem albumu ze ścieżką dźwiękową był wspólny utwór Reznora i Rossa, „A Minute to Breathe”, opublikowany 7 października 2016 roku za pośrednictwem Apple Music jako streaming. Album został wydany (jako digital download) 21 października. Ukazał się następnie jako podwójna płyta kompaktowa promo, a 21 kwietnia 2017 toku – jako trzypłytowe wydawnictwo winylowe z ostatnią stroną pustą.

## Lista utworów
Lista według Discogs: 
| Nr  | Tytuł utworu                  | Autorzy                                           | Długość |
| --- | ----------------------------- | ------------------------------------------------- | ------- |
| 1.  | „Before The Flood”            | Trent Reznor & Atticus Ross + Gustavo Santaolalla | 7:53    |
| 2.  | „A Minute To Breathe”         | Trent Reznor & Atticus Ross                       | 6:07    |
| 3.  | „Between Two Poles”           | Gustavo Santaolalla + Trent Reznor & Atticus Ross | 8:06    |
| 4.  | „Dust Bowl”                   | Mogwai                                            | 2:51    |
| 5.  | „Thin Ice”                    | Gustavo Santaolalla                               | 1:05    |
| 6.  | „And When The Sky Was Opened” | Trent Reznor & Atticus Ross                       | 6:36    |
| 7.  | „Ghost Nets”                  | Mogwai                                            | 5:13    |
| 8.  | „Trembling”                   | Gustavo Santaolalla + Trent Reznor & Atticus Ross | 5:02    |
| 9.  | „One More Step”               | Gustavo Santaolalla                               | 3:32    |
| 10. | „Huaynaputina”                | Mogwai                                            | 6:39    |
| 11. | „At Dusk”                     | Trent Reznor & Atticus Ross + Gustavo Santaolalla | 5:41    |
| 12. | „Thin Ice Reimagined”         | Gustavo Santaolalla + Trent Reznor & Atticus Ross | 6:09    |
| 13. | „Disappearing Act”            | Trent Reznor & Atticus Ross                       | 3:52    |
| 14. | „The Melting Pot”             | Gustavo Santaolalla                               | 2:05    |
| 15. | „8 Billion”                   | Trent Reznor & Atticus Ross                       | 8:41    |
| 16. | „One Perfect Moment”          | Trent Reznor & Atticus Ross                       | 10:08   |
| 17. | „A Minute Later”              | Trent Reznor & Atticus Ross                       | 1:46    |
| 18. | „After The Flood”             | Mogwai                                            | 5:09    |
|     |                               |                                                   | 1:36:35 |

## Opinie krytyków
Według Roba Waceya z AllMusic „kakofonia hałasu  efekty, harmonie i melodie są wykorzystywane w równym stopniu i bardzo skutecznie na całej płycie, naprawdę dając jej poczucie skali i znaczenia”. Before the Flood „to idealna ścieżka dźwiękowa do wędrówki DiCaprio przez świat, podczas której bada on zagrożenia związane ze zmianami klimatycznymi oraz to, co musimy zrobić, aby ocalić planetę. Ścieżka dźwiękowa do filmu to imponujący efekt współpracy jednych z najbardziej kreatywnych muzyków na współczesnej scenie”.

### Listy tygodniowe
| Kraj              | Lista                          | Pozycja |
| ----------------- | ------------------------------ | ------- |
| Stany Zjednoczone | Independent Albums (Billboard) | 42      |